# 6-Stunden-Rennen von Shanghai 2018

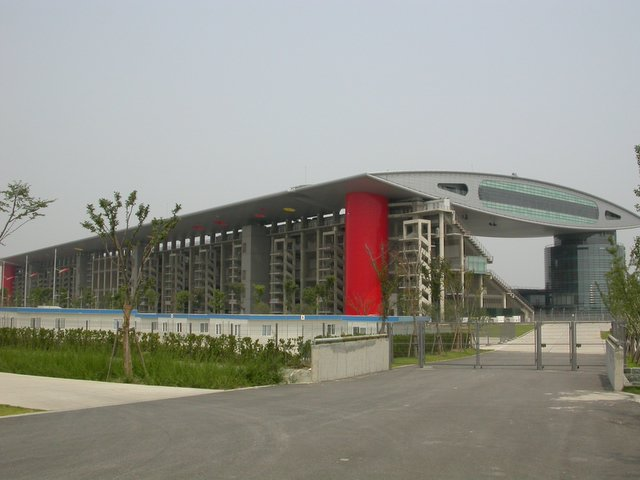
Tribünen am Shanghai International Circuit

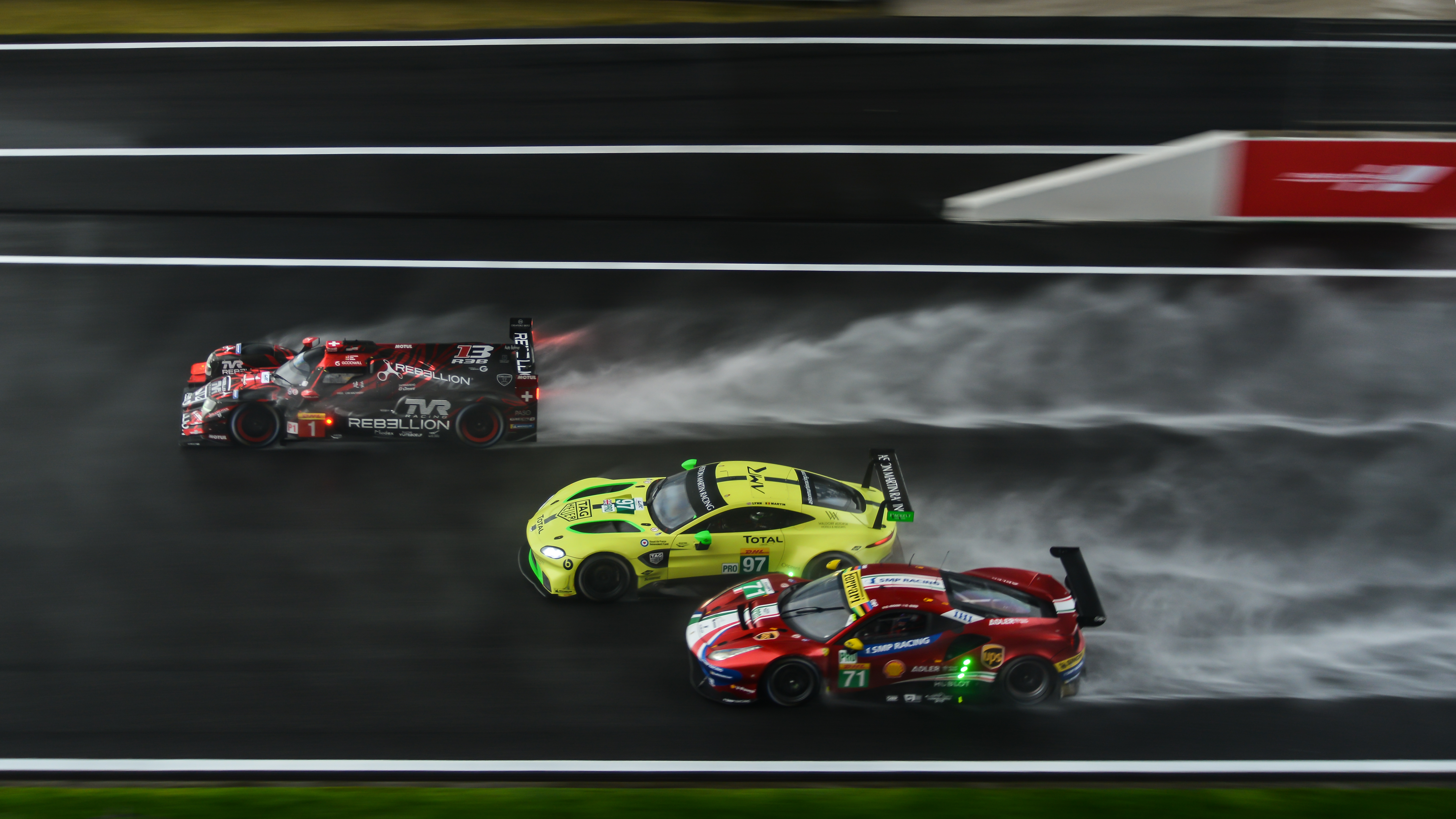
Überholmanöver während des Rennens

Das siebte 6-Stunden-Rennen von Shanghai, auch 6 Hours of Shanghai, fand am 18. November 2018 auf dem Shanghai International Circuit statt und war der fünfte Wertungslauf der FIA-Langstrecken-Weltmeisterschaft 2018/19.

## Vor dem Rennen
Vor dem Rennen gab die FIA am 17. November bekannt, dass dem Dempsey-Proton Racing Team in der LMGTE-Am-Klasse alle Meisterschaftspunkte gestrichen wurden. Die Software der Betankungsanlage war so umprogrammiert worden, dass der Mindeststandzzeit beim Boxenstopp 2 Sekunden aufgerechnet wurden. So konnte das Team sich einen illegalen Vorteil bei Boxenstopps erschleichen. Die manipulierte Software soll schon seit dem 6-Stunden-Rennen von Silverstone benutzt worden sein.
Für die LMGTE-Pro-Klasse gab Corvette Racing bekannt, mit einer Corvette C7.R als Gaststarter am Rennen in Shanghai teilzunehmen.
Die beste Position in der LMGTE-Am-Klasse erzielte während der Qualifikationssitzung der Aston Martin mit der Nummer 98 von Pedro Lamy und Paul Dalla Lana. Die zweite Startposition ging an den Dempsey-Proton-Porsche 911 RSR mit der Nummer 77 vor dem Spirit of Race Ferrari mit der Nummer 54 auf dem dritten Startplatz. Die beste Startposition in der LMGTE-Pro-Klasse erlangte der Ford GT mit der Nummer 66 mit Stefan Mücke und Oliver Pla knapp vor der BMW-Mannschaft M-Tek Team von Martin Tomzyck und Nicky Catsburg mit der Nummer 81. Auf den dritten Platz kam der Aston Martin Vantage AMR mit der Nummer 97 von Aston Martin Racing.
Bei der Qualifikation der Le-Mans-Prototypen gelang in der LMP2-Klasse der Jackie Chan DC Racing wie schon beim 6-Stunden-Rennen von Silverstone 2018 eine Doppelpole, drittbestes Fahrzeug wurde der von Dragonspeed eingesetzte Oreca 07 mit der Nummer 31. Toyota erreichte in der LMP1-Klasse eine Doppelpole; der Toyota TS050 Hybrid mit der Nummer 7 startete vor seinem Schwesterfahrzeug mit der Nummer 8. Bester privater LMP1-Prototyp wurde der Rebellion R13 mit der Nummer 1 auf der dritten Position.

## Das Rennen
Das Rennen startete bei kühlem und stark regnerischem Wetter hinter dem Safety Car. Der Regen war so stark, dass sich mehrere Fahrzeuge hinter dem Safety Car von der Strecke drehten. Der Rebellion R13 mit Thomas Laurent drehte sich von der Strecke und schlug in die Streckenbegrenzungen ein, er schaffte es aber noch, aus eigener Kraft in die Box zu fahren. Nach diesen Vorfällen entschied die Rennleitung nach nur 20 Minuten, das Rennen mit der roten Flagge zu unterbrechen. Die Rennfahrzeuge sammelten sich auf der Start-und-Ziel-Geraden und warteten teils unter Regenschirmen und Planen die Wiederaufnahme des Rennens ab. Nachdem der Regen aufgehört hatte, wurde das Rennen mit 4:49 Stunden verbleibender Renndauer wieder aufgenommen, der Rebellion R13 mit Thomas Laurent am Steuer konnte das Rennen mit 2 Runden Rückstand auch wieder aufnehmen. Nur 1:40 Stunden später wurde das Rennen wegen erneut starken Regens wieder unterbrochen und nach 30 Minuten wieder aufgenommen. Nach nur einer Runde verunglückte Mike Wainwright mit seinem Porsche 911 RSR auf der Start-und-Ziel-Geraden und das Safety Car rückt wieder aus. Das Rennen war geprägt von vielen Safety-Car-Phasen. Die und der Umstand, dass die LMGTE-Fahrzeuge mehr mechanischen Grip als die auf Aerodynamik ausgelegten Prototypen hatten, sorgte dafür, dass zwischenzeitlich sogar ein LMGTE-Pro-Fahrzeug das Feld anführte.
Toyota erzielte einen Doppelsieg, das Trio Conway, Kobayashi, López kam vor dem Schwesterauto mit Buemi, Nakajima, Alonso ins Ziel. Dritter wurde SMP Racing mit den BR Engineering BR1 und Aleshin, Petrov und Button am Steuer. Bestplatzierter LMP2-Prototyp war der Oreca 07 von Jackie Chan DC Racing von Tung, Aubry, Richelmi auf der achten Gesamtposition. In der LMGTE-Pro-Wertung kam der Aston Martin Vantage AMR von Aston Martin Racing mit Sørensen und Thiim vor dem Porsche mit Richard Lietz und Bruni ins Ziel. Sieger der LMGTE-Am-Klasse war der Porsche von Dempsey-Proton Racing mit Ried, Andlauer und Campbell am Steuer.

## Ergebnisse

### Schlussklassement
| Pos.        | Klasse    | Nr. | Team                      | Fahrer                                                  | Fahrzeug                 | Runden |
| ----------- | --------- | --- | ------------------------- | ------------------------------------------------------- | ------------------------ | ------ |
| 1           | LMP1      | 7   | Toyota Gazoo Racing       | Mike Conway Kamui Kobayashi José María López            | Toyota TS050 Hybrid      | 113    |
| 2           | LMP1      | 8   | Toyota Gazoo Racing       | Sébastien Buemi Kazuki Nakajima Fernando Alonso         | Toyota TS050 Hybrid      | 113    |
| 3           | LMP1      | 11  | SMP Racing                | Mikhail Aleshin Vitaly Petrov Jenson Button             | BR Engineering BR1       | 112    |
| 4           | LMP1      | 1   | Rebellion Racing          | André Lotterer Neel Jani Bruno Senna                    | Rebellion R13            | 112    |
| 5           | LMP1      | 3   | Rebellion Racing          | Thomas Laurent Gustavo Menezes Mathias Beche            | Rebellion R13            | 110    |
| 6           | LMP1      | 10  | Dragonspeed               | James Allen Ben Hanley Renger van der Zande             | BR Engineering BR1       | 110    |
| 7           | LMGTE Pro | 95  | Aston Martin Racing       | Marco Sørensen Nicki Thiim                              | Aston Martin Vantage AMR | 109    |
| 8           | LMP2      | 38  | Jackie Chan DC Racing     | Ho-Pin Tung Gabriel Aubry Stéphane Richelmi             | Oreca 07                 | 109    |
| 9           | LMGTE Pro | 91  | Porsche GT Team           | Richard Lietz Gianmaria Bruni                           | Porsche 911 RSR          | 109    |
| 10          | LMGTE Pro | 92  | Porsche GT Team           | Michael Christensen Kévin Estre                         | Porsche 911 RSR          | 109    |
| 11          | LMGTE Pro | 97  | Aston Martin Racing       | Alex Lynn Maxime Martin                                 | Aston Martin Vantage AMR | 109    |
| 12          | LMP2      | 20  | Dragonspeed               | Roberto Gonzalez Pastor Maldonado Anthony Davidson      | Oreca 07                 | 109    |
| 13          | LMGTE Pro | 51  | AF Corse                  | Alessandro Pier Guidi James Calado                      | Ferrari 488 GTE EVO      | 109    |
| 14          | LMP2      | 36  | Signatech Alpine Matmut   | Nicolas Lapierre André Negrão Pierre Thiriet            | Alpine A470              | 109    |
| 15          | LMGTE Pro | 71  | AF Corse                  | Davide Rigon Sam Bird                                   | Ferrari 488 GTE EVO      | 109    |
| 16          | LMGTE Pro | 66  | Ford Chip Ganassi Team UK | Stefan Mücke Olivier Pla                                | Ford GT                  | 109    |
| 17          | LMGTE Pro | 64  | Corvette Racing - GM      | Oliver Gavin Tommy Milner                               | Chevrolet Corvette C7.R  | 109    |
| 18          | LMGTE Pro | 81  | BMW Team MTEK             | Martin Tomczyk Nicky Catsburg                           | BMW M8 GTE               | 109    |
| 19          | LMGTE Pro | 67  | Ford Chip Ganassi Team UK | Andy Priaulx Harry Tincknell                            | Ford GT                  | 109    |
| 20          | LMGTE Pro | 82  | BMW Team MTEK             | António Félix da Costa Tom Blomqvist                    | BMW M8 GTE               | 108    |
| 21          | LMGTE Am  | 77  | Dempsey-Proton Racing     | Christian Ried Julien Andlauer Matt Campbell            | Porsche 911 RSR          | 108    |
| 22          | LMGTE Am  | 56  | Team Project 1            | Jörg Bergmeister Patrick Lindsey Egidio Perfetti        | Porsche 911 RSR          | 108    |
| 23          | LMGTE Am  | 88  | Dempsey-Proton Racing     | Khaled Al Qubaisi Riccardo Pera Matteo Cairoli          | Porsche 911 RSR          | 108    |
| 24          | LMP2      | 37  | Jackie Chan DC Racing     | Jazeman Jaafar Weiron Tan Nabil Jeffri                  | Oreca 07                 | 108    |
| 25          | LMGTE Am  | 54  | Spirit of Race            | Thomas Flohr Francesco Castellacci Giancarlo Fisichella | Ferrari 488 GTE          | 108    |
| 26          | LMGTE Am  | 98  | Aston Martin Racing       | Paul Dalla Lana Pedro Lamy Mathias Lauda                | Aston Martin Vantage     | 108    |
| 27          | LMGTE Am  | 70  | MR Racing                 | Motoaki Ishikawa Olivier Beretta Eddie Cheever III      | Ferrari 488 GTE          | 107    |
| 28          | LMGTE Am  | 61  | Clearwater Racing         | Weng Sun Mok Keita Sawa Matt Griffin                    | Ferrari 488 GTE          | 107    |
| 29          | LMGTE Am  | 90  | TF Sport                  | Salih Yoluç Jonny Adam Charlie Eastwood                 | Aston Martin Vantage     | 105    |
| 30          | LMGTE Am  | 86  | Gulf Racing UK            | Mike Wainwright Ben Barker Thomas Preining              | Porsche 911 RSR          | 100    |
| 31          | LMP2      | 29  | Racing Team Nederland     | Frits van Eerd Giedo van der Garde Nyck de Vries        | Dallara P217             | 99     |
| 32          | LMP2      | 50  | Larbre Compétition        | Erwin Creed Romano Ricci Enzo Guibbert                  | Ligier JS P217           | 75     |
| Ausgefallen |           |     |                           |                                                         |                          |        |
| 33          | LMP2      | 28  | TDS Racing                | François Perrodo Matthieu Vaxivière Loïc Duval          | Oreca 07                 |        |
| 34          | LMP1      | 17  | SMP Racing                | Stéphane Sarrazin Egor Orudzhev Matewos Issaakjan       | BR Engineering BR1       |        |
| 35          | LMP1      | 4   | ByKolles Racing Team      | Oliver Webb Tom Dillmann James Rossiter                 | ENSO CLM P1/01           |        |

### Nur in der Meldeliste
Zu diesem Rennen sind keine weiteren Meldungen bekannt.

### Klassensieger
| Klasse    | Fahrer         | Fahrer          | Fahrer            | Fahrzeug                 | Platzierung im Gesamtklassement |
| --------- | -------------- | --------------- | ----------------- | ------------------------ | ------------------------------- |
| LMP1      | Mike Conway    | Kamui Kobayashi | José María López  | Toyota TS050 Hybrid      | Gesamtsieg                      |
| LMP2      | Ho-Pin Tung    | Gabriel Aubry   | Stéphane Richelmi | Oreca 07                 | Rang 8                          |
| LMGTE Pro | Marco Sørensen | Nicki Thiim     |                   | Aston Martin Vantage AMR | Rang 7                          |
| LMGTE Am  | Christian Ried | Julien Andlauer | Matt Campbell     | Porsche 911 RSR          | Rang 21                         |

### Renndaten
- Gemeldet: 35
- Gestartet: 35
- Gewertet: 32
- Rennklassen: 4
- Zuschauer: unbekannt
- Wetter am Renntag: kühl und regnerisch
- Streckenlänge: 5,451 km
- Fahrzeit des Siegerteams: 6:01:46,414 Stunden
- Gesamtrunden des Siegerteams: 113
- Gesamtdistanz des Siegerteams: 615,963 km
- Siegerschnitt: 160,9 km/h
- Pole-Position: Mike Conway & Kamui Kobayashi – Toyota TS050 Hybrid (#7) – 1:42.931
- Schnellste Rennrunde: Kamui Kobayashi – Toyota TS050 Hybrid (#7) – 1:42.708[5]
- Rennserie: 5. Lauf zur FIA-Langstrecken-Weltmeisterschaft 2018/19